# قلمرو شمالگان

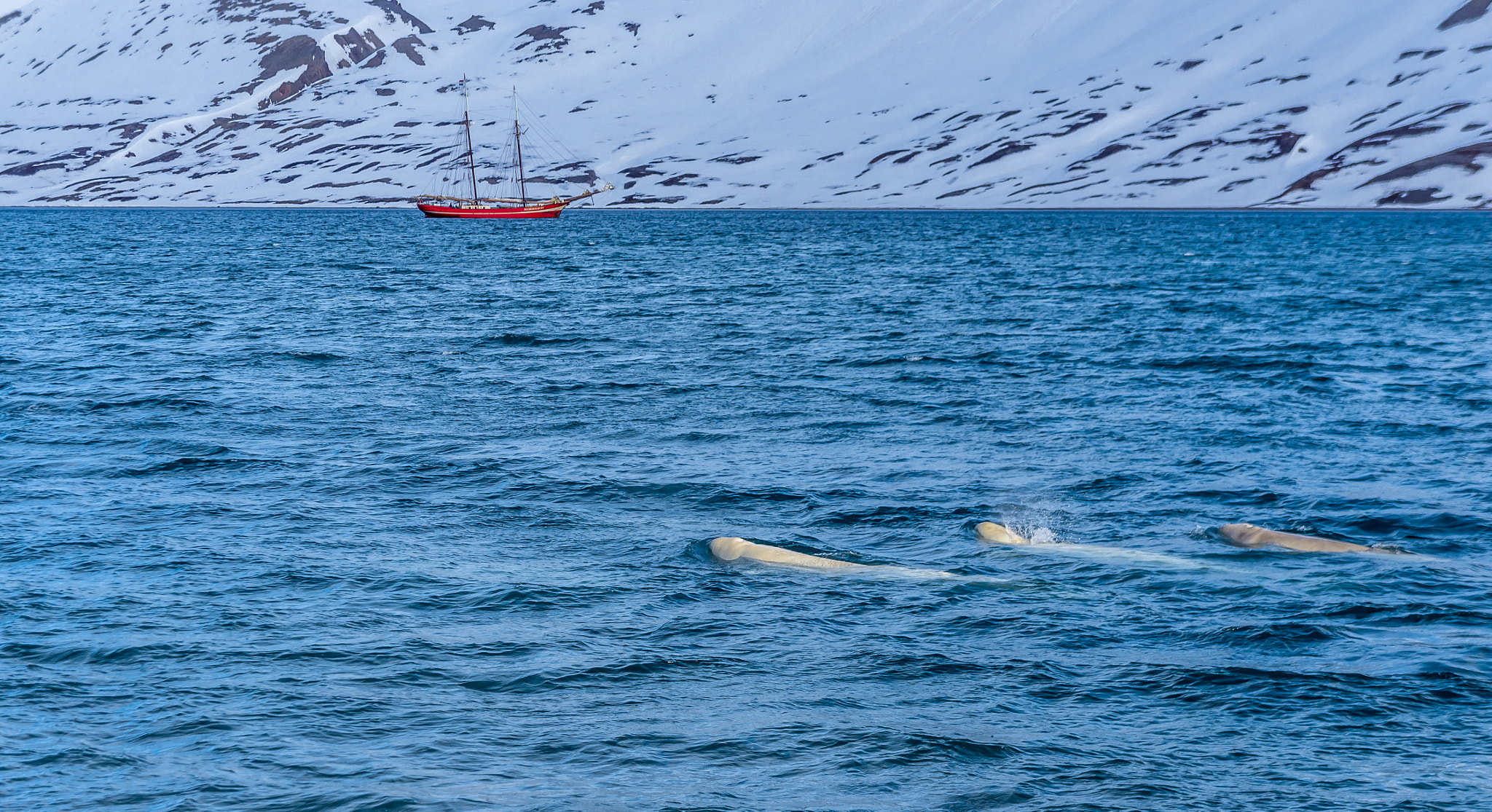
نهنگ سفید در سواحل سوالبار، نروژ

قلمرو شمالگان (انگلیسی: Arctic realm) یکی از دوازده قلمرو دریایی است که توسط صندوق جهانی طبیعت و سازمان حفاظت از طبیعت تعیین شده است. این قلمرو مناطق ساحلی و فلات قاره اقیانوس شمالگان و دریاهای مجاور آن شامل مجمع‌الجزایر شمالگانی، خلیج هادسون و دریای لابرادور در شمال کانادا، دریاهای پیرامون گرینلند، سواحل شمالی و شرقی ایسلند و شرق دریای برینگ را در بر می‌گیرد.
قلمرو شمالگان در حوضه اقیانوس اطلس به قلمرو اطلس شمالی معتدله و در اقیانوس آرام به قلمرو آرام شمالی معتدله تغییر و گذار دارد.

## بوم‌ناحیه‌ها
قلمرو شمالگان به ۱۹ بوم‌ناحیه دریایی تقسیم می‌شود:
- پارک ملی شمال شرق گرینلند
- شمال و شرق ایسلند
- فلات قاره شرق گرینلند
- فلات قاره غرب گرینلند
- پشته‌های بزرگ نیوفاندلند-دریای لابرادور
- دریای لابرادور
- خلیج بافین-تنگه دیویس
- Hudson Complex
- Lancaster Sound
- جزایر ملکه الیزابت
- دریای بوفورت-خلیج آموندسن-Viscount Melville-Queen Maud
- دریای بوفورت
- دریای چوکچی
- دریای برینگ شرقی
- دریای سیبری شرقی
- دریای لاپتف
- دریای کارا
- شمال و شرق دریای بارنتز
- دریای سفید